# Altas variedades
Altas variedades és una pel·lícula espanyola amb participació francesa dirigida per Francesc Rovira-Beleta i estrenada l'any 1960. Fou rodada a Barcelona.

## Argument
Un circ ambulant que està de pas a Barcelona rep a una noia hongaresa anomenada Ilona que pretén refugiar-s'hi a la recerca de Walter, que s'hi guanya la vida fent punteria amb el revòlver i que està enamorat d'ella. Però un cop al circ se sent atreta per un altre jove artista anomenat Rudolf, cosa que provoca l'enfrontament entre ambdós homes.

## Repartiment
- Christian Marquand - Walter
- Agnès Laurent - Ilona
- Ángel Aranda - Rudolf
- Vicky Lagos - Rosita
- Marisa de Leza - Rita
- José María Caffarel - Valera
- Mari Carmen Yepes
- Luis Induni - Representant del Circ Austríac
- Mario Bustos
- Jesús Puche
- Camino Delgado
- Ventura Oller - Amic de Walter
- Fernando Rubio - Amic de Walter
- Ramon Quadreny
- Manuel Bronchud - Amic de Walter
- Antonia Manau
- Carmen Correa
- Gaspar 'Indio' González
- Francisco Bernal
- María Fernanda Ladrón de Guevara - Doña Mercedes
- Julia Martinez

## Premis
Rovira Beleta va rebre el premi al millor director espanyol a la 5a edició dels Premis Sant Jordi de Cinematografia.